# Ocrepeira lisei
Ocrepeira lisei är en spindelart som beskrevs av Claude Lévi 1993. Ocrepeira lisei ingår i släktet Ocrepeira och familjen hjulspindlar. Inga underarter finns listade i Catalogue of Life.